# Корнієвець Юлія Геннадіївна
Юлія Геннадіївна Корнієвець (нар. 31 серпня 1986) — українська футболістка і футзалістка, нападниця футзального клубу ПЗМС (Полтава). Найкраща бомбардирка в історії чернігівської «Легенди» (148 голів), рекордсменка клубу за кілкістю голів за сезон (37) та за кількістю м'ячів, забитих у одному матчі (10).

## Клубна кар'єра
Футбольну кар'єру розпочала в чернігівській «Легенді», в якій виступала протягом багатьох років. Разом з чернігівським колективом брала участь у розіграшах жіночої Ліги чемпіонів. У 2012 році виїхала до Росії, де підписала контракт з «Мордовочкою». За нову команду дебютувала 26 квітня 2012 року в програному (0:2) виїзному поєдинку 21-о туру чемпіонату Росії проти «Ізмайлово». Юлія вийшла на поле в стартовому складі та відіграла увесь матч. Дебютним голом за «Мордовочку» відзначилася 18 травня 2012 року на 60-й хвилині програного (2:5) виїзного поєдинку проти «Рязані-ВДВ». Корнієвець вийшла на поле в стартовому складі та відіграла увесь матч. У команді провела чотири сезони, за цей час у Вищій лізі зіграла 47 матчів та відзначилася 13-а голами. 2015 року перейшла до «Зоркого», за який дебютувала 18 квітня 2015 року в програному (0:1) виїзному поєдинку 1-о туру чемпіонату Росії проти «Зірки». Юлія вийшла на поле в стартовому складі та відіграла увесь матч. У складі «Зоркого» провела частину сезону, за цей час у Вищій лізі зіграла 6 матчів. По ходу сезону підсилила «Зірку-2005». Дебютувала за пермську команду 18 квітня 2015 року в програному (0:3) виїзного поєдинку 1-о туру чемпіонату Росії проти «Зоркого». Корнієвець вийшла на 87-й хвилині, замінивши Ольгу Бойченко. Дебютним голом за «Зірку» відзначилася 2 липня 2016 року на 39-й хвилині переможного (2:0) домашнього поєдинку 8-о туру чемпіонату Росії проти «Чертаново». Юлія вийшла на поле в стартовому складі, а на 76-й хвилині її замінила Катерина Пантюхіна. У пермському колективі відіграла два з половиною сезони, за цей час у чемпіонаті Росії зіграла 21 матч та відзначилася 5-а голами.
2017 року повернулася до України, виступала за «Єдність» (Плиски). По завершенні сезону залишила України та відправилася до Іспанії, де підписала контракт зі «Спортінгом» . Дебютувала за клуб з Трігероса 9 вересня 2018 року в програному (1:3) виїзному поєдинку чемпіонату Іспанії проти «Мадрида». Корнієвець вийшла на поле в стартовому складі, на 49-й хвилині відзначилася голом, а на 80-й хвилині її замінила Жеральдін Лейтон.
Сезон 2018/19 почала у «Єдності-ШВСМ», але керівництвом було прийняте рішення про завершення співпраці і Корнієвець продовжила спортивну кар'єру у футзалі, приєднавшись до полтавського ПЗМС.

## Кар'єра в збірній
На міжнародному рівні представляла дівочу збірну України U-19. В її складі дебютувала 2 лютого 2002 року в нічийному (2:2) поєдинку першого кваліфікаційного раунду проти Словаччини.
Також викликається до головної збірної.

## Досягнення

### Командні
- Чемпіонат України
  -  Чемпіонка (4): 2002, 2005, 2009, 2010
  -  Срібна призерка (5): 2003, 2004, 2006, 2008, 2011
  -  Бронзова призерка (1): 2007

- Кубок України
  -  Володарка (3): 2002, 2005, 2009
  -  Фіналістка (7): 2003, 2004, 2006, 2007, 2008, 2010, 2011

- Зимова першість України
  -  Чемпіонка (1): 2005
  -  Срібна призерка (2): 2006, 2008

- Чемпіонат Росії
  -  Чемпіонка (2): 2015, 2017
  -  Срібна призерка (1): 2016

- Кубок Росії
  -  Володарка (2): 2015, 2016

- Відкритий Кубок Італії
  -  Володарка (1): 2006
  -  Бронзова призерка (1): 2005

### Особисті
- Найкраща бомбардирка в історії «Легенди» — 148 голів
- Найкраща бомбардирка чемпіонату України (2): 2005, 2011